# Muchacho
Muchacho est un diptyque de bande dessinée scénarisé, dessiné et mis en couleur par Emmanuel Lepage. Le récit porte sur un jeune séminariste, Gabriel de la Serna, chargé de peindre une fresque dans l'église d'un village. Grâce aux conseils du prêtre, il apprend à dessiner sur le vif les habitants et comprend que des rebelles au gouvernement utilisent l'église comme cache d'armes avec la complicité de la population. Lorsque les soldats détruisent le village, Gabriel rejoint la rébellion, y participe et devient amoureux d'un des soldats. Les albums sont publiés par l'éditeur Dupuis dans la collection Aire libre en 2004 et 2006, suivis d'une intégrale en 2012. Cette bande dessinée est la première entièrement réalisée par l'auteur. Elle obtient un accueil critique favorable et remporte plusieurs récompenses culturelles.

## Synopsis
L'action se déroule en 1976, alors que le Nicaragua vit sous la dictature d'Anastasio Somoza Debayle et les opposants communistes sont durement réprimés. Gabriel de la Serna, fils d'un haut fonctionnaire du gouvernement, est un jeune séminariste, chargé de peindre une fresque de la Passion dans l'église d'un village montagnard, San Juan, où la population l'accueille avec méfiance. Le prêtre Ruben, trouvant son style trop guindé, l'incite à croquer sur le vif les habitants, ce qui amène le jeune homme à comprendre la misère où vivent les villageois, la répression qui entoure leur quotidien et suggère que l'artiste s'intéresse aux hommes plutôt qu'aux femmes,. Il constate que l'église sert de relai aux rebelles, qui y cachent des armes. Les soldats du gouvernement finissent par détruire le village, tuant le prêtre.
Après s'être échappé des mains de sa famille, Gabriel erre, seul et blessé, dans la jungle, puis il rejoint les rebelles, des guerilleros sandinistes, qui cherchent à se rendre à leur base afin d'échanger leur otage américain et il prend les armes à leurs côtés,, malgré leur méfiance face à un descendant de la classe dirigeante. Au cours de ce trajet difficile dans la jungle, où le groupe est traqué par l'armée, Gabriel conçoit une forte attirance pour Fausto, l'un des rebelles, et tous deux deviennent amants. Dans l'épilogue, la révolution a réussi en 1979 ; Fausto devient père d'un enfant : l'homosexualité demeure un tabou social,.

## Genèse de l'œuvre
Emmanuel Lepage est un auteur de bande dessinée né en 1966 qui, à l'époque, a publié plusieurs albums en collaboration avec des scénaristes, comme Névé, Alex Clément est mort et La terre sans mal. Il délaisse un temps la bande dessinée pour voyager en Amérique, ce qui donne lieu à la publication de ses carnets, avec Nicolas Michel : Brésil et America, en 2003 (Casterman). Avec ce diptyque inspiré de ses voyages, pour la première fois, Lepage agit en auteur complet, employant la couleur directe et un trait réaliste,.
Le récit reflète le questionnement de Lepage sur l'engagement et sur le processus par lequel un homme, étranger à une cause, finit par l'embrasser. Le premier personnage créé était celui de Fausto, l'amant anglais de Gabriel : Fausto catalyse sa colère en rejoignant les guerilleros.

## Analyse
Le titre fait allusion aux muchachos (gamins), sandinistes qui, en été 1979, renversent le pouvoir d'Anastasio Somoza Debayle. Somoza, qui détient la plupart des richesses du pays, impose l'usage d'allumettes ; employer un briquet constitue un acte miliant.
L'œuvre est décrite comme « un récit humaniste, initiatique ». À travers l'évolution de Gabriel, l'œuvre aborde des thèmes comme l'apprentissage du dessin, la religion, la pauvreté, l'oppression politique, l'homosexualité, les tabous sociaux... avec un traitement sensuel, qui restitue notamment la densité de la jungle. Le récit « oscille entre le discours subtil sur la théologie de la libération et la révélation du corps » : la théologie de la libération et la représentation de Jésus comme premier révolutionnaire sont au cœur de la narration. Gabriel a l'impression de trahir tant sa classe sociale que son orientation sexuelle ; cette homosexualité cachée le rapproche des exclus. Il vit un intense sentiment de culpabilité, qui s'accorde avec son statut de prêtre.

## Publication
- Muchacho, tome 1, Dupuis, coll. Aire libre, mai 2004  (ISBN 2-8001-3409-7)
- Muchacho, tome 2, Dupuis, coll. Aire libre, novembre 2006  (ISBN 2-8001-3866-1)
- Muchacho, intégrale, Dupuis, coll. Aire libre, novembre 2012  (ISBN 978-2-8001-5683-5)

## Accueil critique
L'auteur, qui n'avait pas inscrit sa démarche dans le cadre d'une bande dessinée historique, a été surpris de se voir récompensé par les Rendez-vous de l'histoire. Dans le cadre de chroniques sur la place de l'homosexualité dans la bande dessinée, apparue tardivement, l'ouvrage de Lepage fait partie des œuvres analysées, pour son propos de fond et sa sensualité,.

### Récompenses
- 2004 : 
  - Prix de la BD historique aux Rendez-vous de l'histoire de Blois[14] ;
  - Prix Saint-Michel du meilleur dessin[17] ;
  - Meilleur album au 16e Festival de Solliès-Ville[18] ;
  - Prix du public et prix coup de cœur du jury du festival de bande dessinée « Des Planches et des Vaches »[19] ;
- 2005 : prix du meilleur album au festival de Chambéry[20]
- 2007 : Prix de la meilleure BD adaptable au cinéma et à la télévision, Forum International Cinéma & Littérature de Monaco[21] ;
- 2012 : Prix d'excellence au Japan Media Arts Festival pour la version en japonais de Muchacho[22].

#### Chroniques
- G.J., « Édition : Muchacho par Emmanuel Lepage », Le Progrès,‎ 1er décembre 2006.
- Thierry Dromard, « Muchacho, Lepage en solo », Le Progrès,‎ 17 juin 2004.
- Pascal Vigneron, « Bande dessinée : Muchacho », La Nouvelle République du Centre-Ouest,‎ 5 mai 2004.
- Paul Roux, « L'amour de la liberté et de l'aventure », Le Droit,‎ 17 mars 2007.
- Alexandre Vigneault, « Muchacho t. 2, Aire libre, Lepage et Dupuis », La Presse,‎ 24 février 2007.
- Brieg F. Haslé, « Muchacho, tome 2 », sur auracan, 4 décembre 2006.
- Joël Dubos, « Emmanuel Lepage primé à Blois », sur BDZoom, 17 octobre 2004.
- François Peneaud, « Muchacho - T. 2 - Emmanuel Lepage - Dupuis », sur Actua BD, 30 novembre 2006.

#### Interviews
- Emmanuel Lepage (int.) et Nicolas Anspach, « Emmanuel Lepage : "Mes personnages sont en quête d’eux-mêmes" », sur Actua BD, 30 novembre 2006.
- Emmanuel Lepage (int.) et Pierre Dharréville, « L'art pour ne pas désespérer », L'Humanité,‎ 17 juillet 2004.
- Emmanuel Lepage (int.) et Daniel Couvreur, « Viva la pación et la revolucion ! », Le Soir,‎ 17 novembre 2006.